# آنتونی رالینز
آنتونی رالینز (انگلیسی: Anthony Rawlins) فرد نظامی است. وی همچنین برندهٔ جوایزی همچون نشان استرالیا شده‌است.